# Typhlophis
Typhlophis este un gen de șerpi din familia Anomalepidae.

Cladograma conform Catalogue of Life:
| Typhlophis | \| \| Typhlophis ayarzaguenai \| \| \| \| \| \| Typhlophis squamosus \| \| \| \| |
|            | \| \| Typhlophis ayarzaguenai \| \| \| \| \| \| Typhlophis squamosus \| \| \| \| |
|            | Anomalepis                                                                       |
|            |                                                                                  |
|            | Helminthophis                                                                    |
|            |                                                                                  |
|            | Liotyphlops                                                                      |
|            |                                                                                  |
|            | Typhlophis ayarzaguenai                                                          |
|            |                                                                                  |
|            | Typhlophis squamosus                                                             |
|            |                                                                                  |

|  | Typhlophis ayarzaguenai |
|  |                         |
|  | Typhlophis squamosus    |
|  |                         |